# Sistema bhūtasaṃkhyā
Sistema bhūtasaṃkhyā é um método de memorização de números usando palavras comuns com conotações de valores numéricos. O método era popular entre os astrônomos e matemáticos indianos desde os tempos antigos. Sânscrito era a língua a partir da qual as palavras foram escolhidas para escrever números no sistema bhūtasaṃkhyā. O sistema tem sido descrito como a "notação de número concreto" para a representação de números.